# 萊茵危機

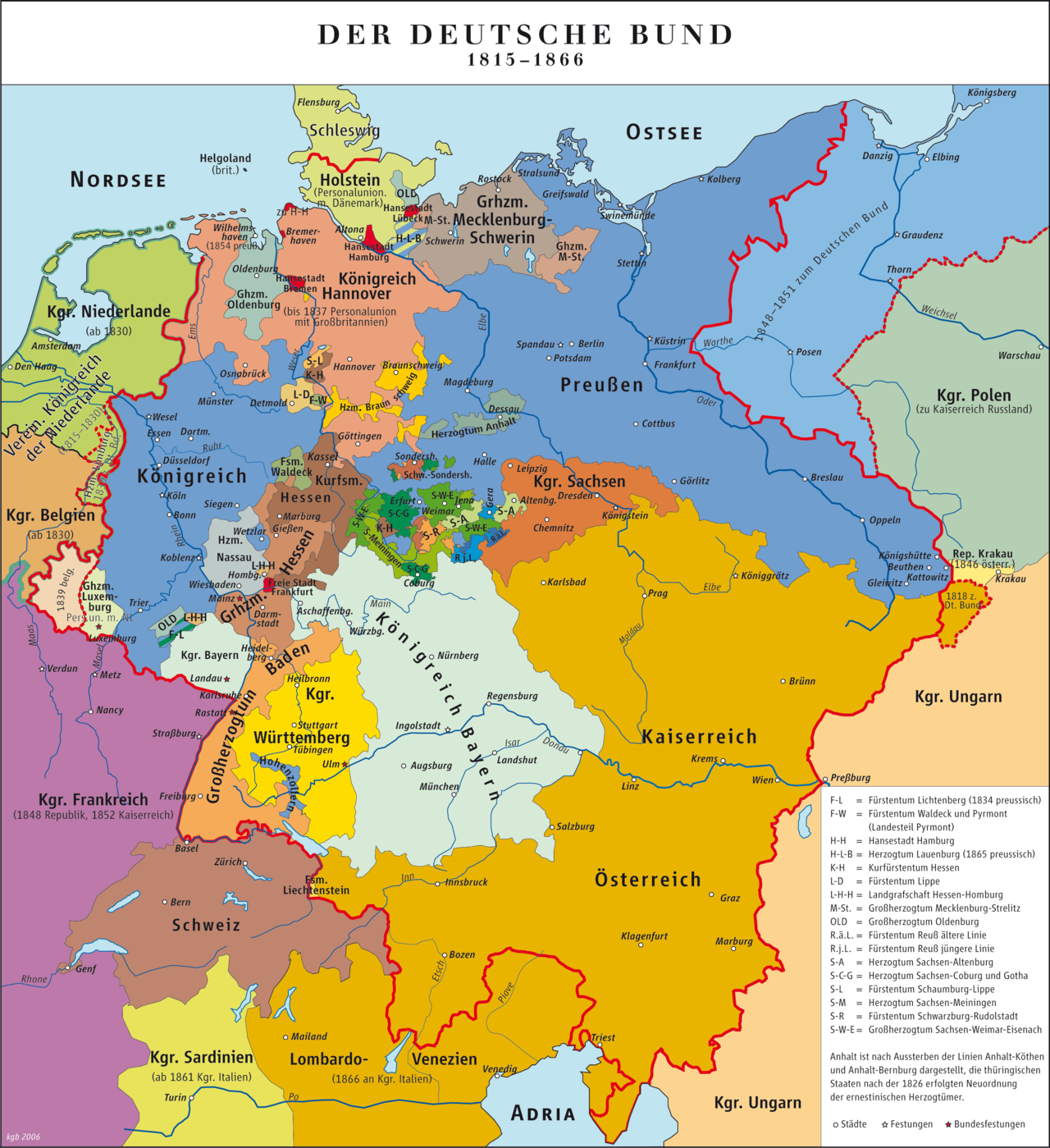
1840年國界

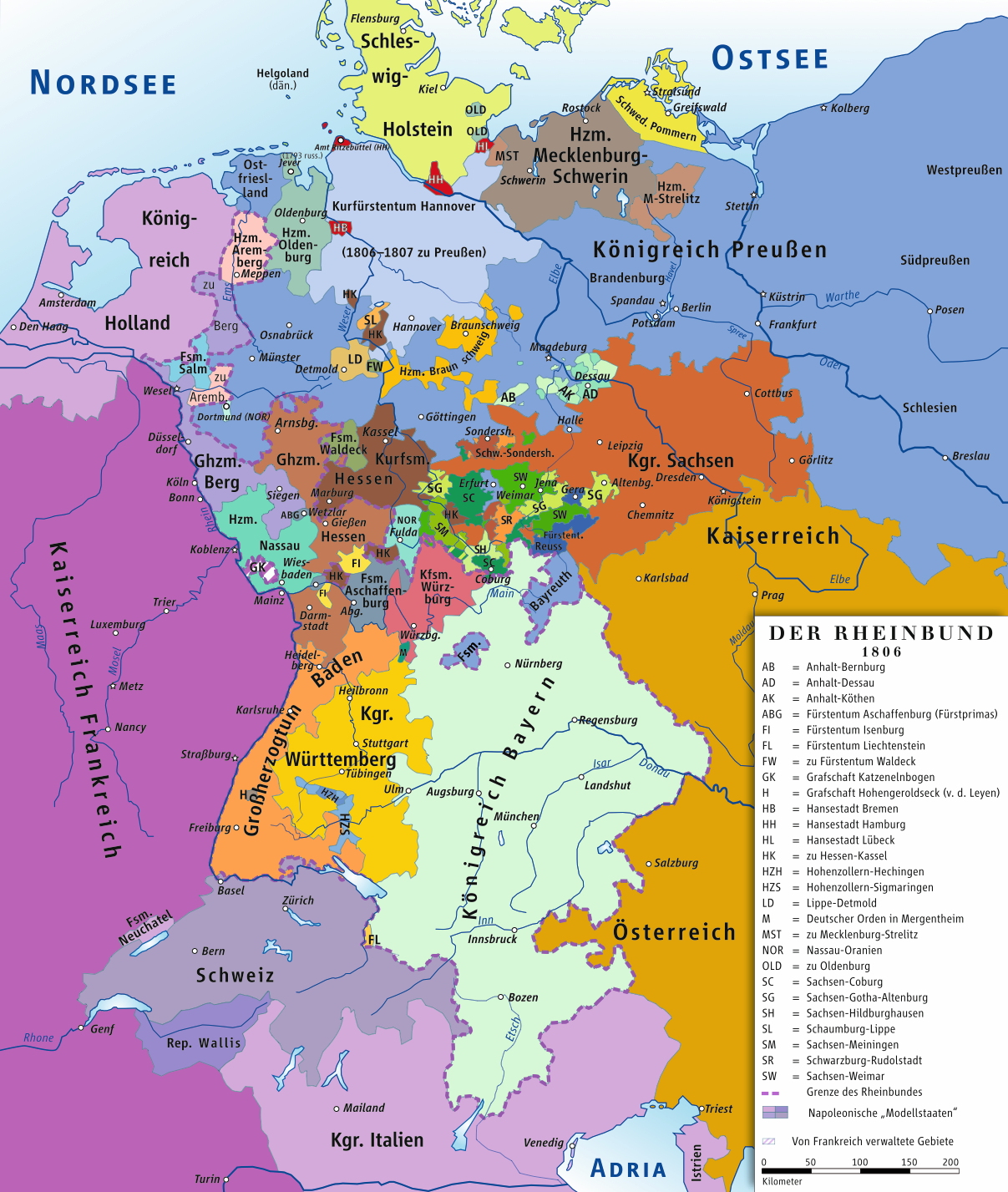
1806年國界

1840年的萊茵危機（德語：Rheinkrise）是法蘭西王國與德意志邦聯之間的外交危機，起因是法國總理阿道夫·梯也爾要求恢復萊茵河作為法國東部和德國的邊界，以此要求德國割讓約32,000平方公里的領土。
法國軍隊於1795年征服並於1797年正式吞併的萊茵河左岸領土在1815年維也納會議後歸還德國（主要是普魯士）控制，普魯士在此設置萊茵省。1840年東方危機外交失敗後，法國將重心轉移到萊茵河，以阿道夫·梯也爾為首的法國政府重申對左岸地區的主權要求，將萊茵河重新確立為法國和德國之間的天然邊界。這些說法激起了德國人對法國人的不滿，並加劇了雙方的民族主義情緒。新的民族主義歌曲在法國和德國創作並廣受歡迎，德國最著名的歌曲《守望萊茵》《德意志萊茵》和《德意志之歌》就是在此時創作。最終危機和平地解決了，梯也爾辭去了總理職務，法國建立了一個更加和平的政府。